# Anton Macedo
Anton Macedo (latinsko Antonius Macedo; portugalsko António de Macedo), * 1612 Coimbra, † 1695 Lizbona, je bil portugalski jezuitski redovnik. 
Ne smemo ga pomešati s takrat živečim António de Sousa de Macedo (1606–1682), 
 oziroma v 19. stoletju živečim Antônio de Macedo Costa (1830-1891) ki je bil najprej škof v Pará, nato pa nadškof v Salvadorju.

## Življenjepis
Anton je opravljal službo pridigarja na Portugalskem in v maroško-afriškem obalnem kraju Mazagão (danes El Jadida), kjer so bili podzemni vodni zbiralniki. Ta strateško pomemben kraj se je skoz zgodovino imenoval različno: Cap Soleis, Portus Rutilis, Rusibis, Mazighen (arabsko: مازيغن, berbersko: ⵎⴰⵣⵉⴳⴻⵏ), al-Breyja (arabsko: البريجة), Mazagão (arabsko: مازاگاو, berbersko: ⵎⴰⵣⴰⴳⴰⵡ), al-Mahdouma (arabsko: المهدومة) in Mazagan (arabsko: مازاگان, berbersko: ⵎⴰⵣⴰⴳⴰⵏ).
Bil je dekan Univerze v Évori (Universitas Eborensis) in predstojnik lizbonske cerkve Svetega Roka, kjer je opravljal več pomembnih služb. 
1650 so ga poslali v spremstvu drugega jezuitskega sobrata na portugalsko veleposlaništvo v Stockholm, kjer je opravljal kaplansko službo na dvoru švedskega kralja. Pridobil si je zaupanje švedske kraljice Kristine, ki se je začela zanimati za katoliško vero. Ko je dobila ustrezne odgovore na svoja mnoga vprašanja, se je odločila, da se vrne k veri svojih prednikov, ki je bila katoliška. Prosila ga je, naj ponese zaupno pismo v zvezi s tem svojemu generalu v Rim. Uprizorila je nato njegovo iskanje, češ kam da se je izgubil. To je pripomoglo, da je 1654 prestopila v katoliško vero. 
Kot zanimivost omenimo, da je preučeval tudi takratne grbe. V delu Divi tutelares (1687) med drugim razlaga, kaj pomenijo trije griči v ogrskem grbu (ki so danes tudi v slovaškem).

## Dela
- Elogia Nonnulla et Descriptio Coronationis Christinae Reginae Sueciae (1650)
- Lusitania infulata et purpurata, seu pontificibus, et cardinalibus illustrata. Parisiis : Sebast. Cramoisy , 1663
- De Vita et moribus Joannis de Almeida Societatis Jesu Presbytery (1669)
- Divi tutelares Orbis christiani : Opus singulare, in quo de Sanctis regnorum, provinciarum, urbium maximarum patronis agitur. Ulyssipone : Mich. Deslandes, 1687